# Scapteriscus costaricensis
Scapteriscus costaricensis is een rechtvleugelig insect uit de familie veenmollen (Gryllotalpidae). De wetenschappelijke naam van deze soort is voor het eerst geldig gepubliceerd in 2003 door Nickle.